# Indicatif régional 767

L'indicatif régional 767 (ou ROS ; Ros sont les trois premières lettres de Roseau, la capitale de la Dominique) est l'indicatif téléphonique régional de la Dominique.
L'indicatif régional 767 fait partie du Plan de numérotation nord-américain.
Pour un appel à l'intérieur de la Dominique, il suffit de composer les 7 chiffres du numéro de l'abonné. Pour un appel vers la Dominique en provenance d'un autre endroit du Plan de numérotation nord-américain (par exemple, à partir du Canada ou des États-Unis), il faut composer 1-767 suivi du numéro à 7 chiffres de l'abonné.

## Historique
Cet indicatif a été créé par la scission de l'indicatif régional 809 en ou vers octobre 1997.
Jusqu'en 1995, plusieurs des îles des Caraïbes et de l'Atlantique ont partagé l'indicatif régional 809 à l'intérieur du Plan de numérotation nord-américain. Entre 1995 et 1999, chacune de ces îles a reçu son propre indicatif. La Dominique a reçu l'indicatif 767.